# مركز الشيخ عبد الله السالم الثقافي
مركز الشيخ عبد الله السالم الثقافي (بالإنجليزية: Sheikh Abdullah Al Salem Cultural Centre)‏ أحد أكبر مناطق العرض المتحفي في الوطن العربي والعالم. افتتحه أمير دولة الكويت آنذاك، الشيخ صباح الأحمد الجابر الصباح في 5 فبراير 2018. وصمّم المركز لكي يكون متكاملّا من جميع الجوانب، تلبية للباحثين والمهتمين بمختلف الشؤون الثقافية والفنية وليعكس الوجه الحضاري للكويت. يقع المتحف في منطقة الشعب بمحافظة حولي في الكويت. ويحمل اسم الشيخ عبد الله السالم الصباح (أبو الاستقلال والدستور) في الكويت.

## موقع ومساحة المركز
المركز شيّد على مساحة إجمالية تبلغ نحو 127 ألف متر مربع، بمساحة مبانٍ تصل إلى 30 ألف متر مربع، وحدائق مقامة على مساحة 97 ألف متر مربع. فيما بلغ مجموع المساحة المبنية - وهي عبارة عن طابقين سفليين وثلاثة طوابق عليا - 123,500 ألف متر مربع. وجاء إنشاء المركز في «موقع مدرسة عبد الله السالم»، وهي من أوائل المدارس النظامية في الكويت. يقع المركز في منطقة الشعب (بكسر الشين والعين) في محافظة حولي في الكويت. وهي شهيرة بالشعب البحري.

## تصميم المركز
أنجِز المشروع في ظرف 38 شهرًا، 20 شهرًا للإنشاءات و18 شهرًا للأعمال المتحفية. وجاء تصميم الشكل الخارجي لمبنى المركز ليعكس «طابعا جماليا فخما يوحي للزائر بالإعجاز الفني والثقافي» للمركز على حد وصف المقيمين على المشروع.

## مبان المركز
يضم المركز ثمانية مبان رئيسية، تحتوي على ستة متاحف ومعارض متعدّدة، تحتفي بالإنجازات العلمية والثقافية للتاريخ الكويتي وتاريخ وثقافة العالمين العربي والإسلامي. والمتاحف الستة تنقسم إلى متحف للتاريخ الطبيعي وآخر لعلوم الفضاء والعلوم الإسلامية العربية وآخر للعلوم. فيما يضم المركز مبنى للوثائق وقاعة للمؤتمرات ومسرحًا يتسع لثلاثمائة شخص. إضافة إلى مبنى للخدمات العامة ومركز للمعلومات ومبنى لمواقف السيارات يتّسع لـ1231 سيارة (الطابق السفلي: 1083 سيارة، الطابق الأرضي: 148 سيارة).
ويضم المركز، منطقة عامة تتوزّع فيها معروضات تفصل ما بين المتاحف، في حين يضم خمس وعشرين نافورة مياه ونوافير نفاثة تحيط بالمحيط الخارجي للمباني.

## متاحف المركز
يحتوي المركز على ستة متاحف منها، متحف للتاريخ الطبيعي وعلوم الفضاء والعلوم الإسلامية العربية وغيرها.

### متحف التاريخ الطبيعي
يقع متحف التاريخ الطبيعي في المبنيين «أ» و«ب»، حيث يتعرف الزائر فيهما على التاريخ الطبيعي والتاريخ الصحراوي. ويضم هذا المتحف مساحات مخصصة للزيارات المدرسية، تتيح للزائر التعرّف على تفاصيل الحياة البرية والكهفية، إضافة إلى ما تتضمّنه من حيوانات وزواحف مختلفة، كما أنه يرسم صورة دقيقة لشكل الحياة البيئية القاسية التي كانت سائدة آنذاك، وما كان يتعرّض له الإنسان من ظروف مناخية صحراوية أو قطبية متقلبة.

### متحف الفضاء
يقع متحف العلوم الفيزيائية والعلوم الكيميائية وعلوم النقل في المبنى «ج». ويتم فيه استعراض جميع أنواع وسائل النقل البشري، وتطورّها عبر التاريخ، إضافة إلى العلوم الفيزيائية والكيميائية والبحث العلمي والابتكار عبر المعارض التفاعلية. وهذا المتحف، يضم ثلاثة مختبرات مخصصة للتجارب:
- «مختبر التجارب» بالطابق الأرضي من الجهة الجنوبية.
- «مختبر للإبحار»
- «مختبر الديناميكا الهوائية» بالطابق الأرضي من الجهة الشمالية، إضافة إلى مساحة عمل بالطابق الثاني من الجهة الشمالية.

والمتحف هذا يتكون من طابقين، يتضمّن الطابق الأرضي منهما معرضا عن تاريخ الطيران. كذلك يضم الطابق الأرضي معرض الروبوتات والذكاء الاصطناعي إضافة إلى التجارب الفيزيائية والكيميائية، في حين خصّص الطابق الثاني للابتكار.

### متحف العلوم
يقع متحف العلوم في المبنى «د». ويتم فيه استعراض الجسم البشري، بواسطة منحوتات للأعضاء البشرية المختلفة، إضافة إلى استعراض البكتيريا والفيروسات، كما يعرض تمارين رياضية مختلفة يحتاجها الإنسان ليحافظ على صحته، كما أنه يتضمّن مختبرًا مخصصا لتجارب الأحياء (مختبر الأحياء) بالطابق الأول من الجهة الجنوبية من المركز.

### متحف العلوم العربية الإسلامية
يقع متحف العلوم العربية الإسلامية (مركز الفنون الجميلة) في المبنى «ه». وهو مليء بالمعروضات وشاشات اللمس التفاعلية والأفلام والمعالجات التخطيطية. والجزء الأكبر من هذا المتحف، عبارة عن مساحة عالية تحتوي على نماذج من المساجد المهمة في العالم، معلقة فوق رؤوس الزوار. ويحتفي هذا المتحف بالعصر الذهبي للعلوم العربية الذي حقّقت اكتشافات مهمة غيرت بها وجه العالم. ويقع هذا المتحف في الجهة الجنوبية من المركز، موزّع بين الطابق الأرضي والأول ويركّز على أهم الفنون والاختراعات والاكتشافات التي اشتهر بها العرب خلال العصر الإسلامي ما بين القرن الثامن والخامس عشر بعد الميلاد. ويهتم المتحف بدور الإسلام والقرآن في تشجيع العرب للبحث عن الثقافة والعلوم ودورهم في تطوير أنماط عدة من مختلف العلوم في العالم.

### متحف الفضاء
يقع متحف الفضاء الخارجي في المبنى «و». ويتم فيه استعراض الفضاء الخارجي وتاريخ استكشافه من قبل الإنسان عبر البعثات الفضائية. ويضم هذا المتحف معارض لأنواع مختلفة من سفن الفضاء وقبة سماوية. وهو يتكون من ثلاثة معارض رئيسية متصلة ببعضها البعض، الأوّل مختص بعلم الكواكب، والثاني عبارة عن اكاديمية الفضاء والثالث لاستكشاف الفضاء.

## المعروضات
يضم المركز العديد من المعروضات الخارجية تتوزّع في المركز، منها:
- منطقة تضم هياكل عظمية للديناصور وأعمال الحفريات الخاصة بها، إذ تتكوّن من هيكلين عظميين للديناصورات وممر يبيّن آثار سلسلة الحياة ما قبل التاريخ إضافة إلى حوض رملي يبين طريقة إستكشاف اثار الديناصورات.
- منطقة تحتوي على منحوتة لسرب من الطيور توفر الظل وتضيف إلى موضوع الحياة البرية بخلاف منحوتات متحركة من قبل الرياح والإشعاع الشمسي.

## الحديقة العلمية
هي عبارة عن مساحة غامرة للزوار للعب والاستكشاف، تضم سلسلة من الكواكب السيارة المحيطة بمعرض كوكبة كبير على الأرض.

## المسرح
يحتوي المركز على مسرح للعروض الخارجية، بعرض 16.5 متر وعمق يتراوح بين 4.95 و 7.8 متر، ويتّسع لثلاثمائة شخص.